# Ruta 60 (Chile)
Die Ruta 60 (Kurz CH-60) ist eine Autopista in Chile. Diese Internationalstraße umspannt die Región de Valparaíso im Valle Central. Die Ruta teilt sich in drei Sektionen auf, sie beginnt in Valparaíso und endet in Los Andes.
Der Abschnitt Villa Alemana – Quillota – La Calera, La Calera – Los Andes gehört zum Betreiber Autopista Los Andes. Hinter Los Andes erklimmt sie die Kordilleren, um dann am Tunnel Túnel del Cristo Redentor zu enden, wo die Strecke in Argentinien als Ruta Nacional 7 bis Buenos Aires weiterführt. Der Abschnitt in Valparaíso ist bekannt als Camino la Pólvora oder acceso sur. Im Überlandabschnitt Concón–Viña del Mar–Valparaíso gehört die Ruta zur Autovía Las Palmas (besser bekannt als Vía Las Palmas oder Autopista Troncal Sur).

## Geografische und städtische Gebiete
- Ende des Camino La Polvora / Kreuzung mit Ruta 68
- ab hier mit dem Namen Variante Agua Santa, führt in Viña del Mar weiter als Autovía Las Palmas
- Beginn des Viadukts Jardín Botanico / Zufahrt bis Troncal Sur
- Zufahrt Las Palmas weiter auf Troncal Sur bis Peñablanca, wo die Autopista Los Andes beginnt
- Beginn der Autopista Los Andes in Peñablanca
- Ende der Autopista Los Andes in La Calera
- Kilometer 70 Autopista del Aconcagua
- Beginn der Autopista Los Andes in Llay Llay
- Ende der Autopista Los Andes in El Sauce

## Grenzkontrollstellen
- voll ausgestatteter Grenzkomplex Los Libertadores,  gelegen im Bergmassiv der Anden auf 3200 m; arbeitet im Sommer durchgehend und im Winter von 8.00 bis 20.00 Uhr.
- Schneeketten sind vorgeschrieben

## Abschnitte der Straße
- Viña del Mar: Autovia Las Palmas; nur bis zum Beginn des Tunnels Jardín Botanico, weiter als Troncal Sur.
- Viña del Mar – Villa Alemana Autovía Troncal Sur
- Villa Alemana – La Calera: Autopista Los Andes; in La Calera teilweise dreistreifig
- Llay Llay – El Sauce: Autopista
- El Sauce – Paso Fronterizo Cristo Redentor: asphaltierte Straße
- Los Libertadores – Túnel del Cristo Redentor: Caracoles (Schnecken)